# Земенска планина
Земенска планина е планина в Западна България, Кюстендилска и Пернишка област, част от Конявско-Милевската планинска група в Краището.

## Географска характеристика

### Географско положение, граници, големина
Планината се простира от север на юг на около 17 км, а ширината ѝ от запад на изток достига до 12 км. Разположена е в южната част на физикогеографската област Краище като границите ѝ са следните:
- На изток – Земенският пролом на река Струма я отделя от Конявска планина.
- На юг – долината на река Драговищица (десен приток на Струма) я отделя от Кюстендилската котловина.
- На югозапад – долината на река Драговищица я отделя от Чудинска планина.
- На запад – долината на река Уйнещица (ляв приток на Драговищица) я отделя от Изворска планина.
- На северозапад – долината на река Добродолска я отделя от Кобилска планина.
- На север и североизток – долината на Треклянска река (десен приток на Струма) я отделя съответно от Пенкьовска планина и Рудините.

### Природни особености
Билото на планината е плоско и заравнено, разположено на около 1200 м н.в. На него стърчат отделни заоблени върхове: Тичак (1294,9 m, най-високата ѝ точка в северната част), Силни връх (1244,6 m), Гламен (1212,4 m), Иванов камък (1207,9 m), Мечка (1176 m). Склоновете ѝ са стръмни. Малката река Брестница (десен приток на Струма я разделя на два дяла: северен и южен, като северният дял има по-ясно изразени върхове от южния.
Изградена е предимно от триаски варовици, пясъчници и доломити с множество карстови форми – кари, карни полета, пещери, понори, ували и др. Прорязва се от няколко суходолия, като единствената постоянно течаща река е река Скакавица. Във връзка с карстовия терен са и множеството карстови извори, които се ползват за напояване и питейно-битово водоснабдяване.
Климатът е преходно-континентален поради топлите въздушни маси, които навлизат откъм Егейско море. Почвите са предимно излужени канелени горски и рендзини, но и едните и другите са тънки и на места напълно ерозирани. Тя е силно обезлесена, като само по североизточните ѝ склонове са запазени редки гори от дъб и в по-малка степен бук, габър и липа.

## Селища
В планината и по нейните склонове са разположени 1 град Земен и 11 села: Горановци, Горно Уйно, Добри дол, Драговищица, Злогош, Калотинци, Полетинци, Полска Скакавица, Раянци, Стенско и Сушица

## Транспорт
През планината и по подножията ѝ преминават участъци от два пътя от държавната пътна мрежа:
- По цялото ѝ северно и североизточно подножие, по долината на Треклянска река от град Земен до село Габрешевци, на протежение от 17,6 км – участък от третокласен път № 623 Дупница – Бобов дол – Земен – Габрешевци.
- От север на юг, между селата Габрешевци и Драговищица, на протежение от 24 км – участък от третокласен път № 637 Трън – Трекляно – Драговищица.

През Земенския пролом на река Струма между гарите Земен и Шишковци преминава и част от трасето на жп линията София – Кюстендил – Гюешево.

## Забележителности
Туристически интерес представлява водопадът Полска Скакавица в Земенския пролом, чиито води падат от височина около 70 m. Водопадът е разположен от дясната страна на р. Струма. Самият пролом има дължина около 15 km. До водопада може да се достигне с влак от спирка „Скакавица“ и с кола през с. Раждавица.
Освен това Земенската планина разполага с богато разнообразие от земни форми – скални игли, отвесни стени, каменни пирамиди и др. Там се намират Земенските ритли – скални прегради, разположени напречно на течението на река Струма, които са причина за формираните меандри.
В долината на река Струма се намират карстовите извори Агапие и Хайдушки извор.

## Топографска карта
- Лист от карта K-34-58. Мащаб: 1 : 100 000.